# Tverkarelen
Tverkarelen kallas det område i Tver utanför Moskva som bebos av kareler. Karelare flyttade till Tverregionen efter freden i Stolbova 1617, då de grekisk-ortodoxa karelarna flydde från de protestantiska svenskarna. På 1930-talet räknade man till att det fanns över 100 000 karelare i distriktet. Under Stalinförföljelserna försvann många tver-kareler spårlöst. De kareler som stannade kvar i Tver ville aldrig erkänna sin riktiga etniska tillhörighet på grund av repressalier. År 1989 fanns det i Tver runt 23 000 personer som uppgav sig vara kareler. Det faktiska antalet tverkareler antas vara betydligt större.